# Pycnosiphorus fasciatus
Pycnosiphorus fasciatus is een keversoort uit de familie vliegende herten (Lucanidae). De wetenschappelijke naam van de soort is voor het eerst geldig gepubliceerd in 1855 door Germain.